# تيري كاناليس
تيري كاناليس (بالإنجليزية: Terry Canales)‏ هو سياسي أمريكي، ولد في 1979 في إدينبورغ في الولايات المتحدة. حزبياً، نشط في الحزب الديمقراطي. وقد انتخب عضو مجلس نواب تكساس.

## وصلات خارجية
- الموقع الرسمي